# Гомиашвили, Арчил Михайлович
Арчи́л Миха́йлович Гомиашви́ли (груз. არჩილ მიხეილის ძე გომიაშვილი; 23 марта 1926, Чиатуры, Имеретия, Грузинская ССР, СССР — 31 мая 2005, Москва, Россия) — советский и российский актёр театра и кино, предприниматель. Народный артист Грузинской ССР (1966). Народный артист Абхазской АССР.

## Биография
Родился 23 марта 1926 года в грузинском городе Чиатура, в семье выпускника Московского института красной профессуры, который был направлен в Донбасс на должность председателя профсоюза угольщиков, но в конце 1930-х годов был репрессирован и провёл несколько лет в исправительных лагерях. После этого Арчил вернулся в Грузию. Учился в Тбилисском художественном техникуме при Академии художеств (1940—1942). В интервью актёр говорил:

Когда мне было 16 лет, я ехал в поезде и ночью мне приснился сон: я увидел всю свою судьбу, всё, что дальше со мной произойдёт, — в подробностях и со всеми деталями. Я следовал этой программе всю жизнь. Я знал: через год добьюсь одного, через два года — другого. Но, зная последующее, я ускорял события. Я выкладывался полностью: я много любил, я был неуёмный, я никогда не уставал…
Также признался в уголовном прошлом: «Мальчик я был неуёмный, сидел несколько раз в тюрьме — за хулиганство, за воровство. Но счастливая звезда меня вела всё время».
В 1943 году устроился в Тбилисский русский драматический театр имени А. С. Грибоедова. Как-то ночью они вместе с другом срезали со всех кресел кожу и продали её сапожнику. Приятелей арестовали. Арчил получил два года в исправительном лагере под Тбилиси.
Увлечение театром привело Гомиашвили в 1946 в Школу-студию МХАТ, где он проучился два года, но после скандала с дракой в ресторане едва не угодил под суд, вскоре ему пришлось уехать из Москвы. В Тбилиси его приняли в труппу Академического театра имени К. Марджанишвили, а в 1958 году актёр уехал в Поти и работал сначала в театре имени Г. Эристави, а потом — в Тбилисском русском театре имени А. С. Грибоедова.
В 1958 году в Поти поставил спектакль «Похождение Остапа Бендера» по мотивам сатирического романа Ильи Ильфа и Евгения Петрова «Золотой телёнок». Это был спектакль одного актёра, где он играл не только «великого комбинатора», но и подпольного миллионера Корейко, и Паниковского с Балагановым, и даже Зосю Синицкую. С этим моноспектаклем Гомиашвили гастролировал по многим городам.
Всенародная слава пришла к нему в 1971 году, когда он сыграл роль Остапа Бендера в комедии Леонида Гайдая «12 стульев» — экранизации знаменитого романа Ильфа и Петрова.
Затем он претендовал на роль советского разведчика Штирлица в телесериале «Семнадцать мгновений весны», но его кандидатура была отклонена руководством.
Спустя два года он стал актёром московского театра имени Ленинского комсомола, а через несколько лет перешёл в театр имени Пушкина.
В 1990 году он стал президентом акционерного общества «Сити-бизнес», а в конце 1992 года открыл в Москве клуб «Золотой Остап».

Могила Гомиашвили на Троекуровском кладбище Москвы

### Последние годы жизни
В последние годы актёр много болел, в 2004 году у него была обнаружена злокачественная опухоль в лёгких, во время операции в США ему удалили более сорока лимфоузлов. В одном из интервью он сказал:

Почти тридцать лет — это целая жизнь, и я её прожил Остапом и вместе с Остапом. Благодаря этой роли я получил в Москве квартиру, стал популярным человеком. Да и ресторан, названный в честь Остапа, — моё детище. Я нахожу между нами много общего. Я артист, и мне нужен зритель. Остап тоже артист, и ему тоже нужна аудитория. Нет аудитории — и меня ничто не интересует: ни стулья, ни деньги.
Скончался 31 мая 2005 года в Москве. Похоронен 3 июня 2005 года на Троекуровском кладбище в Москве.

### Семья
Первая жена — Янна Ивановна Маилова, врач. Дочь — Карина, химик.
Вторая жена — Лиана Георгиевна Манджавидзе (ск. 2004), актриса. Сыновья — Зураб, инженер; Михаил (1961—2022), актёр.
Третья жена — Татьяна Окуневская (1914—2002), актриса.
Четвёртая жена — Татьяна Фёдоровна, в девичестве Кузьменкова,  балерина. Дочь — Нина (род. 1972), актриса, галерист. Внучка — Анастасия (р. 1992). Дочь — Екатерина (род. 1978), дизайнер.

## Фильмография
- 1957 — Лично известен — Манташеров
- 1962 — Крот — Зураб
- 1963 — Четверо в одной шкуре — отец Эммы
- 1965 — Чрезвычайное поручение — Манташеров
- 1965 — Иные нынче времена — Костая
- 1966 — Простите, вас ожидает смерть
- 1968 — Взрыв после полуночи
- 1971 — 12 стульев — Остап Бендер (озвучил Юрий Саранцев, исполнял песни Валерий Золотухин, в нескольких эпизодах Гомиашвили озвучил себя сам)
- 1977 — Мимино — Нугзар Папишвили, потерпевший
- 1977 — Эти невероятные музыканты, или Новые сновидения Шурика (телевизионный фильм) — камео / Остап Бендер
- 1978 — Кавказская повесть — Ерошка, казак
- 1978 — Любовь моя, печаль моя — Ашраф
- 1980 — Комедия давно минувших дней — Остап Бендер (озвучил Юрий Саранцев)
- 1981 — Золотое руно — Яков
- 1983 — Раннее, раннее утро... — Гордей Лукич / полицейский (в 3-й серии)
- 1984 — Медный ангел — Антонио Вальдес, главарь банды наркоторговцев
- 1985 — Проделки Скапена — Скапен (озвучил Андрей Ярославцев)
- 1986 — Государственная граница. Год сорок первый — Сталин
- 1986 — Мой любимый клоун — Паша Фокин
- 1986 — Без срока давности
- 1989 — Сталинград — Сталин
- 1990 — Война на западном направлении — Сталин
- 1990 — Супермент — Кадаев
- 1990 — Место убийцы вакантно… — начальник УВД
- 1992 — Официант с золотым подносом — Шота Георгиевич Чантурия, замначальника треста кафе и ресторанов
- 1993 — Ангелы смерти — Сталин (монтаж старых кадров)
- 1993—1994 — Трагедия века — Сталин (монтаж старых кадров)
- 1995 — Великий полководец Георгий Жуков — Сталин (монтаж старых кадров)

## Признание и награды
- Народный артист Грузинской ССР (1966)
- Народный артист Абхазской АССР

## Память

Памятник Арчилу Гомиашвили в образе Остапа Бендера (Чебоксары)

- Памятник в городе Чебоксары, где актёр изображен в роли Остапа Бендера.
- Памятник в городе Рыбинске.
- Памятник в городе Пятигорске около озера Провал.

Творчеству и памяти актёра посвящены документальные фильмы и телепередачи:
- «Арчил Гомиашвили. „Последний день“» («Звезда», 2016)[8].
- «Арчил Гомиашвили. „Товарищ Бендер и другие“» («Мир», 2021)[9].